# Stanisława Leszczyńska
Stanisława Leszczyńska (geboren als Stanisława Zambrzycka) (Łódź, 8 mei 1896 – aldaar, 11 maart 1974) was een Poolse verloskundige, die in concentratiekamp Auschwitz meer dan drieduizend kinderen geboren hielp worden. Ze werd hierdoor bekend als de Moeder van Auschwitz.

## Biografie
Leszczyńska werd geboren in Bałuty, een arme wijk in de Poolse stad Łódź, als oudste dochter in een katholiek gezin. Haar vader had geen vaste baan maar werkte voornamelijk als timmerman. Hij werd opgeroepen voor het Russische leger toen ze nog een kind was, en werd voor vijf jaar naar Turkestan gestuurd. Om de eindjes aan elkaar te knopen werkte haar moeder twaalfurige diensten in de textielfabriek van Izrael Poznański. Met dat geld kon Leszczyńska naar een privéschool worden gestuurd. Ze voltooide in 1914 de middelbare school, net toen de Eerste Wereldoorlog uitbrak. Haar vader werd opnieuw voor het leger opgeroepen en Leszczyńska bleef achter bij haar moeder en haar twee jongere broers.
Op 17 oktober 1916 trouwde ze met Bronisław Leszczyński, die drukker van beroep was. Een jaar later werd een zoon, Bronisław, geboren en twee jaar later een dochter, Sylwia. In 1920 verhuisde het gezin naar Warschau, waar Leszczyńska ging studeren aan de Państwową Szkołę Położniczą (Staatsschool voor Verloskunde). Na haar studie in 1922 cum laude afgerond te hebben keerde het gezin terug naar Łódź. Leszczyńska kreeg een baan als verloskundige en in hetzelfde jaar beviel ze van haar tweede zoon Stanisław. In 1923 werd haar derde zoon, Henryk, geboren.

### Tweede Wereldoorlog
Na de invasie van Polen door nazi-Duitsland aan het begin van de Tweede Wereldoorlog in september 1939, werd de familie Leszczyński gedwongen te verhuizen naar het getto van Łódź. Daar hielp het gezin vele Joodse gezinnen – die allen door de nazi's werden verplicht voor 1 mei 1940 binnen het gebied te wonen – door voedsel, kleding en valse documenten uit hun drukkerij te bezorgen. Leszczyńska werd uiteindelijk op heterdaad betrapt en op 18 februari 1943 werd ze met haar drie jongste kinderen opgepakt en naar de Gestapo gebracht. Haar man en zoon Bronisław wisten tijdig de stad te ontvluchten. Stanisław en Henryk werden als dwangarbeiders naar de steengroeven van concentratiekamp Mauthausen gestuurd. Leszczyńska werd op 17 april 1943 gedeporteerd en kwam samen met haar dochter Sylwia in concentratiekamp Auschwitz terecht. Ze zou haar man nooit meer terugzien; hij stierf in 1944 tijdens de Opstand van Warschau.

### Auschwitz
Kort na haar aankomst in Auschwitz kreeg Leszczyńska tyfus en werd ze ernstig ziek opgenomen in het ziekenhuis. Daar ontdekte ze dat een van de Duitse verpleegsters haar baan was kwijtgeraakt en liet ze de kampdokter haar meegesmokkelde papieren zien waarin bevestigd stond dat ze verloskundige was. Mede doordat ze de Duitse taal goed machtig was kreeg ze de opdracht om als vroedvrouw te werken en haar belangrijkste taak was om te helpen bij de bevalling. Tot dan toe was het gebruikelijk dat zwangere vrouwen werden gedood en baby's werden verdronken in een ton met water. Baby's waarvan werd gedacht dat ze Arische kenmerken hadden, werden van hun moeder weggenomen en naar Duitse families gestuurd om daar op te groeien. 
Tussen april 1943 en de bevrijding van Auschwitz bijna twee jaar later hielp Leszczyńska bij de bevalling van meer dan drieduizend baby's, waarbij het opvallend was dat er onder haar hoede geen baby of moeder bij de bevalling overleden was. Dat viel ook de nazileiding op en leidde tot het directe bevel van de legerarts Josef Mengele om de baby's te doden, maar ze weigerde dat uit te voeren. Desondanks werden naar schatting vijftienhonderd baby's kort na de geboorte door anderen verdronken, stierven duizend baby's van de kou en honger, werden ongeveer vijfhonderd baby's naar Duitsland gestuurd en is van slechts dertig baby's bekend dat ze het verblijf in het kamp hebben overleefd.
Leszczyńska bleef kampverloskundige tot 26 januari 1945, de dag dat het kamp door het Rode Leger werd bevrijd. Ze verliet het kamp met haar dochter op 2 februari 1945 en keerde terug naar Łódź. 

### Na de oorlog
Na de oorlog werd Leszczyńska herenigd met haar zoons. Ze hervatte haar werk als verloskundige, wat ze tot 1958 zou doen.
Ze sprak pas aan het einde van haar leven over haar werk in Auschwitz. Ze beschreef het in Raporcie położnej z Oświęcimia (Rapport van een verloskundige uit Oświęcim), gepubliceerd in 1957. Haar nichtje Maria Stachurska publiceerde in 2020 een biografie over haar, Położna. O mojej cioci Stanisławie Leszczyńskiej (Verloskundige. Over mijn tante Stanisława Leszczyńska) (ISBN 9788380536456).
Leszczyńska overleed in 1974 op 77-jarige leeftijd aan kanker. Haar graf in Łódź groeide uit tot een bedevaartsoord en het aartsbisdom Łódź startte in 2010 een zaligverklaringsproces voor de vrouw die door paus Johannes Paulus II werd geprezen om haar “grote boodschap ter verdediging van het menselijk leven”.
- Gemeinsame Normdatei: 118944398
- International Standard Name Identifier: 0000 0001 1061 1225
- Library of Congress Control Number: n85065947
- Nationale Bibliotheek van Tsjechië: xx0251382
- Nationale Bibliotheek van Israël: 987011065733305171
- Virtual International Authority File: 47561084
- WorldCat: E39PBJwmXkWb4wYrrJTmh7FFrq